# クリストファー・イーガン
クリストファー・イーガン（Christopher Egan, 本名：クリストファー・アンドリュー・イーガン、Christopher Andrew Egan, 1984年6月29日 - ）は、オーストラリアの俳優。クリス・イーガンと表記されることもある。

## 来歴
オーストラリアのニューサウスウェールズ州シドニー出身。
シドニーのマクドナルド・カレッジ・スクール・オブ・パフォーミング・アート（高校）とシドニー・フェスティバル・ダンス・スクールで歌・ダンス・演技を学び、シドニーのゼニス・シアターで上演された『レ・ミゼラブル』『ウェスト・サイド物語』で俳優としてのキャリアを始める。
2000年、オーストラリアの大ヒットソープ・オペラ『Home and Away』に出演（2003年まで）したことでオーストラリア国内で知られるようになる。
2003年にアメリカ合衆国に渡り、2006年の映画『エラゴン 遺志を継ぐ者』でハリウッドデビュー。
2009年のNBCのテレビドラマシリーズ『Kings』で主人公デヴィッド・シェパードを演じた。
2010年に公開された映画『ジュリエットからの手紙』が大ヒットしたことで知名度を上げる。

## 主な出演作品
- エバーウッド 遥かなるコロラド（2006） - ニック・ベネット
- 失踪 VANISHED（2006） - ベン・ウィルソン
- エラゴン 遺志を継ぐ者（2006） - ローラン
- バイオハザードIII（2007） - マイキー
- ジュリエットからの手紙（2010） - チャーリー・ワイマン